# These Animal Men
These Animal Men waren eine britische Band aus Brighton, die in den 1990er Jahren im Rahmen der New-Wave-of-New-Wave-Bewegung gegründet wurde. Wegen des geringen Erfolgs trennte die Gruppe sich nach der Veröffentlichung von zwei Alben 1998 wieder.

## Mitglieder
- Alexander Boag – Gesang und Gitarre[2]
- Julian Hewings (aka Hooligan) – Hintergrundgesang und Gitarre[3]
- Patrick Murray – E-Bass
- Steve Hussey (bis 1996) – Schlagzeug
- Craig Warnock (ab 1996) – Keyboard
- Rob Hague (ab 1996) – Schlagzeug[4]

## Diskografie

### Alben
- (Come on Join) The High Society – 1994[5]
- Accident and Emergency – 1997[6]

### Singles
- Wheelers, Dealers, Christine Keelers – 1993
- Speed King – 1994
- You’re Not My Babylon – 1994
- Too Sussed? – 1994
- This Is the Sound of Youth – 1994
- Taxi for These Animal Men – 1995
- Life Support Machine – 1997
- Light Emitting Electrical Wave – 1997